# Begonia unduavensis
Espèce
Synonymes
- Begonia lignosa Rusby[1]

Begonia unduavensis est une espèce de plantes de la famille des Begoniaceae.
L'espèce fait partie de la section Hydristyles.
Elle a été décrite en 1920 par Henry Hurd Rusby (1855-1940).

## Répartition géographique
Cette espèce est originaire du pays suivant : Bolivie.